# Sheena, Reina de la Selva
Sheena, Reina de la Selva (Sheena, Queen of the Jungle) es una heroína ficticia chica de la jungla de un cómic estadounidense, publicada originalmente principalmente por Fiction House durante la Edad de oro de las historietas. Fue el primer personaje femenino de un cómic con su propio título, con su primer número de 1941 (tapa con fecha de primavera de 1942) que precede a Wonder Woman # 1 (tapa con fecha de verano de 1942). Sheena inspiró una gran cantidad de reinas de la jungla de cómics similares. Fue precedida en la literatura por Rima, la Chica de la Jungla, presentada en la novela Green Mansions de William Henry Hudson de 1904.
Una huérfana que creció en la jungla, aprendiendo a sobrevivir y prosperar allí, posee la capacidad de comunicarse con los animales salvajes y es experta en la lucha con cuchillos, lanzas, arcos y armas improvisadas. Sus aventuras involucran principalmente encuentros con traficantes de esclavos, cazadores blancos, nativos africanos y animales salvajes.
La serie tuvo varias adaptaciones a otros medios: una de televisión en los años 50, un largometraje en 1984 y una segunda serie de televisión (2000 - 2002).

## Historial de publicaciones

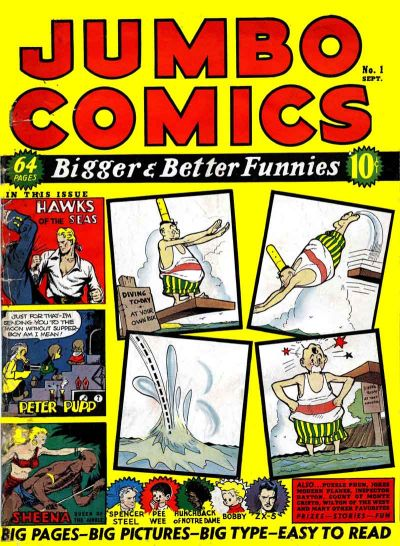
Portada, Jumbo Comics nº1 (septiembre de 1938) editada por Fiction House

### Fiction House
Sheena debutó en la revista británica Wags # 1 de Joshua B. Power en enero de 1937. Fue creada por S.M. "Jerry" Iger quien dirigió su propio pequeño estudio, "Universal Phoenix Features" (UFP), y quien comisionó Mort Meskin para producir prototipos de dibujos de Sheena. UFP fue uno de los pocos estudios que produjo cómics a pedido para editores y sindicatos, y cuyo cliente Editors Press Service distribuyó la función a Wags. Diciendo que ya no podía pagar a Will Eisner como profesional independiente, cofundó Eisner-Iger Studio, que continuó el trabajo de UFP, pero Iger compró a Eisner cuando (según Iger) Eisner fue a producir propaganda para el Ejército de los EE. UU. pero otras fuentes dicen que Eisner se fue para poder crear The Spirit. Para ayudar a ocultar el hecho de que su estudio consistía solo en ellos, el dúo firmó su tira de Sheena con el seudónimo "W. Morgan Thomas". Eisner dijo que una inspiración para el nombre del personaje era la novela de la diosa de la jungla de H. Rider Haggard de 1886, Ella.
Sheena apareció por primera vez en Estados Unidos en Jumbo Comics de Fiction House # 1, y posteriormente en cada número (septiembre de 1938 - abril de 1953), así como en su innovador spin-off de 18 números, Sheena, Queen of the Jungle (Primavera de 1942 - Invierno 1952), el primer cómic en protagonizar un personaje femenino. Sheena también apareció en Ka'a'nga # 16 (verano de 1952) de Fiction House y Sheena 3-D, Jungle Queen (1953), la última reimpresa por Eclipse Comics como Sheena 3-D (enero de 1985) y por Blackthorne Publishing como Sheena 3-D Special (mayo de 1985). Blackthorne también publicó El clásico Sheena de Jerry Iger (abril de 1985).
Fiction House, originalmente un editor de la revista pulp, publicó historias en prosa de su heroína estrella en las historias pulp one-shot de Sheena, Queen of the Jungle (primavera de 1951) y Jungle Stories vol. 5 # 11 (primavera de 1954).

### Apariencias contemporáneas
Blackthorne en la década de 1980 publicó historias originales de Sheena en la serie de tres números Jungle Comics (mayo-octubre de 1988). Una versión de Sheena, trasplantado de África a América del Sur, aparecido en London Night Studios' Sheena, reina de la selva de una sola vez cómic y posteriores de cuatro números miniserie (Feb. 1998 - Primavera 1999). Además, AC Comics publica reimpresiones de Sheena, así como reimpresiones y algunas nuevas historias de las femmes de la jungla que siguieron a su paso. El reinicio de 2007 de Sheena, Queen of the Jungle también coloca a Sheena en una jungla sudamericana en lugar de africana.

## Biografía del personaje ficticio
Sheena es la joven hija rubia de Cardwell Rivington, que está explorando en África con su hija a cuestas. Cuando Cardwell muere por beber accidentalmente una poción mágica hecha por Koba, un médico brujo nativo, Sheena queda huérfana. Koba cría a la joven como su hija, enseñándole los caminos de la jungla y varios idiomas de África central. La adulta Sheena se convierte en "reina de la selva" y adquiere un compañero mono llamado Chim.
Según la Enciclopedia de superhéroes de la Edad de Oro de Jess Nevins, "Asistida por el gran cazador blanco Bob Reynolds, Sheena lucha contra todo lo que hay bajo el sol, incluidos, entre otros: nativos hostiles, animales hostiles, gigantes, un súper mono, el Terror Verde, tigres dientes de sable, cultistas vudú, hombres gorilas, simios diabólicos, cultos de sangre, reinas diabólicas, dinosaurios, hormigas armadas, hombres león, razas perdidas, pájaros leopardo, hombres de las cavernas, dioses serpiente, simios vampiros, etc. 
Originalmente vestida con un sencillo vestido rojo, en el número 10 de Jumbo Comics, Sheena adquirió su icónico atuendo de piel de leopardo.
Con el tiempo, Sheena conoce a un cazador blanco llamado Bob Reynolds (alternativamente llamado "Bob Reilly" o "Bob Rayburn"), quien se convierte en su compañero. En encarnaciones posteriores, el compañero de Sheena es Rick Thorne.
En la nueva versión de 2007 ambientada en América del Sur, el verdadero nombre de Sheena es Rachel Cardwell, hija de Tony y Ramona Cardwell.

## Recepción
Sheena ocupó el puesto 59 en la lista de las "100 mujeres más sexys en los cómics" de la Guía del comprador de cómics.

## En otros medios
La modelo Irish McCalla retrató al personaje principal en Sheena: Reina de la Selva, una serie de televisión de 26 episodios, emitida en sindicación de primera mano de 1955 a 1956. McCalla le dijo a un entrevistador de un periódico que Nassour Studios la descubrió mientras arrojaba una lanza de bambú sobre una playa de Malibú, California, que añade: "No podía actuar, pero podía balancearme entre los árboles". Aunque el personaje de Sheena a menudo se llamaba "la Reina del Congo", la serie de televisión claramente la ubicaba en Kenia, que se encuentra a cientos de millas del río Congo. Aunque el personaje fue creado en los cómics por Will Eisner y Jerry Iger muchos años antes, un obituario del New York Times de 1956 para Claude E. Lapham, un editor de 10 años en Fiction House, dice: "Su historia 'Sheena' fue la base para la historia televisiva de ese nombre".
Una película de Columbia Pictures de 1984, Sheena, producido por Paul Aratow, interpretada por Tanya Roberts, que anteriormente había coprotagonizó como Kiri en la película de MGM de 1982, El Señor de las bestias. En esta versión, el nombre del personaje es Janet Ames, hija de Philip y Betsy Ames, antes de ser rebautizada como Sheena por Shaman. La Sheena de Roberts tenía un vocabulario mucho más amplio que el de McCalla (además de una conexión telepática con los animales de la jungla). Sheena de Roberts tenía un vocabulario muy extendido de McCalla (así como una conexión telepática con animales de la selva). Marvel Comics publicó una adaptación de cómic de la película Sheena como Marvel Comics Super Special # 34 (junio de 1984), reimprimiéndola como Sheena, Queen of the Jungle # 1–2 (diciembre de 1984 a febrero de 1985).
La industria cinematográfica de Bollywood en India produjo una serie de versiones hindúes no acreditadas de Sheena, comenzando con Tarzan Sundari, también conocida como Lady Tarzan (1983); Africadalli Sheela (1986); y Jungle Ki Beti (1988). 

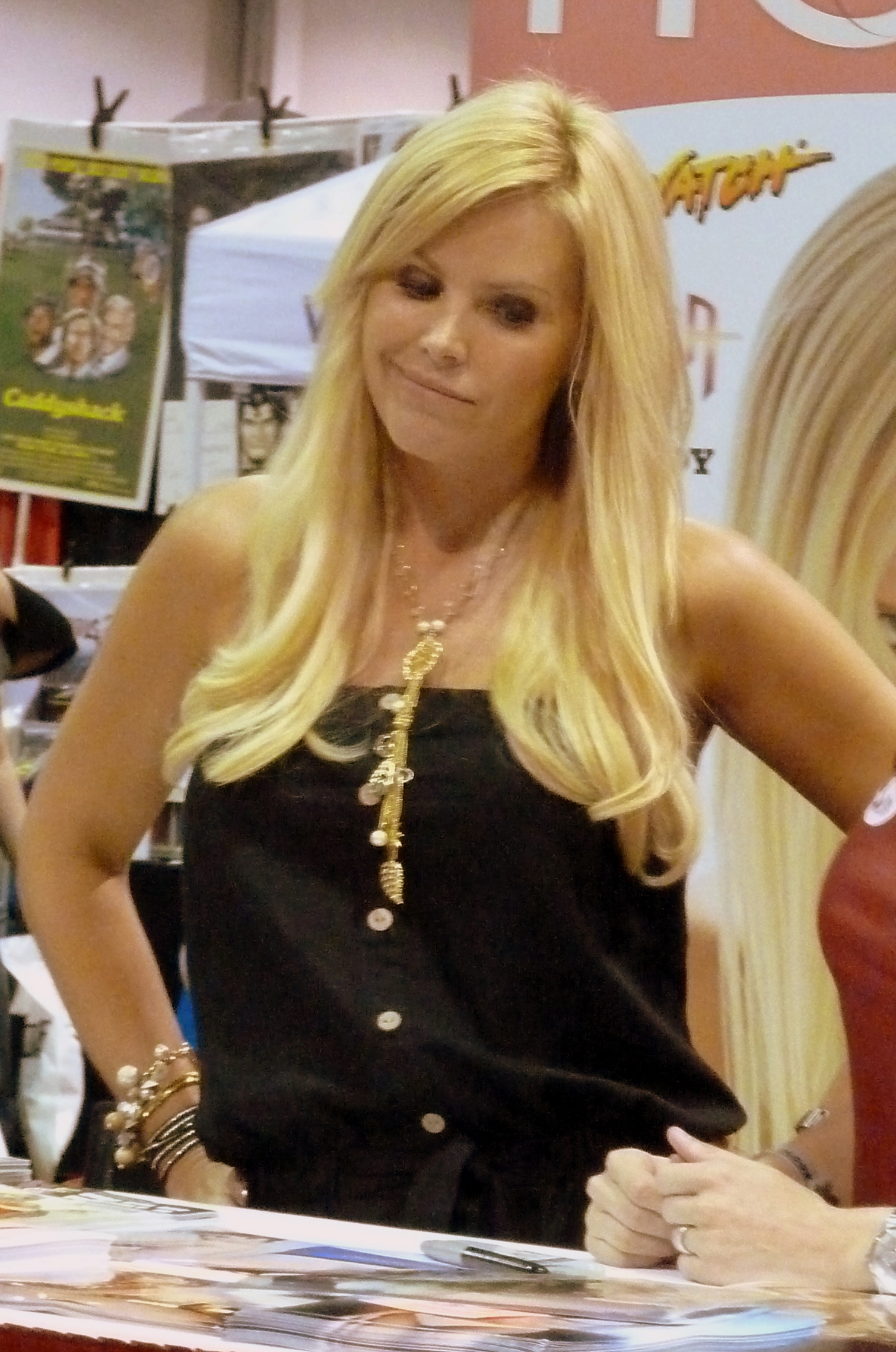
Gena Lee Nolin, actriz protagonista de la serie de 2000.

Sheena fue revivida por el sindicato de televisión Hearst Entertainment en octubre de 2000, interpretada por Gena Lee Nolin. En esta versión, el nombre real del personaje es Shirley Hamilton. A Sheena se le dio un nuevo poder, en esta serie Columbia / TriStar de 35 episodios: la capacidad de adoptar la forma de cualquier animal de sangre caliente una vez que lo miró a los ojos. También fue representada como una asesina feroz, capaz de convertirse en una criatura humanoide llamada Darak'Na; Esta forma mató a numerosos individuos, aunque en su forma regular también se la vio en numerosos episodios apuñalando a soldados y otros villanos hasta la muerte. Al igual que con Tanya Roberts, Sheena de Nolin pronunció oraciones completas.
Según Deadline, Millennium Films está desarrollando un reinicio de Sheena.
La canción de Ramones "Sheena is a Punk Rocker", según el libro Rock and Roll Baby Names, fue inspirada por Sheena, la reina de la selva. La canción apareció por primera vez en el tercer álbum de la banda, Rocket to Russia, en 1977. Un dibujo de dibujos animados de Sheena aparece en la portada del disco de la versión LP.
La canción de Bruce Springsteen, "Crush on You" contiene la letra "Ella hace que la Venus de Milo parezca que no tiene estilo / hace que Sheena de la Selva se vea mansa y suave".
Ike Turner le dio crédito a Sheena, Reina de la Selva, como una de sus inspiraciones para crear el personaje de Tina Turner. Eligió el nombre de "Tina" porque rimaba con "Sheena".